# Goodbye (Feder)
Goodbye è un singolo del disc jockey francese di musica house Feder, pubblicato il 2 gennaio 2015 dall'etichetta discografica Atlantic Records.

## Descrizione
Il brano, scritto da Feder insieme con Anne-Lyse Blanc, la quale ha anche inciso la parte vocale del brano venendo accreditata semplicemente come Lyse, ha ottenuto un notevole successo soprattutto nel paese d'origine dell'artista, la Francia, dove ha raggiunto la vetta della classifica di vendite settimanale rimanendovi per sei settimane consecutive. Il successo si è rivelato costante e il singolo è rimasto in classifica per quasi tutto il 2015, per un totale di dieci mesi.
La canzone è stata un successo in gran parte dell'Europa, raggiungendo la vetta anche in Svizzera e in Belgio.

## Tracce e formati
- Digital[9]

1. Goodbye - 3:28

- CD Maxi

1. Goodbye - 3:21
2. Goodbye (Alex Schulz remix) - 4:04

## Classifiche

### Classifiche settimanali
| Classifica (2015) | Posizione massima |
| ----------------- | ----------------- |
| Austria           | 6                 |
| Belgio (Fiandre)  | 3                 |
| Belgio (Vallonia) | 1                 |
| Francia           | 1                 |
| Germania          | 8                 |
| Italia            | 11                |
| Libano            | 8                 |
| Lussemburgo       | 2                 |
| Paesi Bassi       | 26                |
| Spagna            | 6                 |
| Svizzera          | 1                 |
| Ungheria          | 1                 |

### Classifiche di fine anno
| Classifica (2015) | Posizione massima |
| ----------------- | ----------------- |
| Germania          | 39                |
| Israele           | 39                |
| Italia            | 61                |